# Exposição Universal de 1878

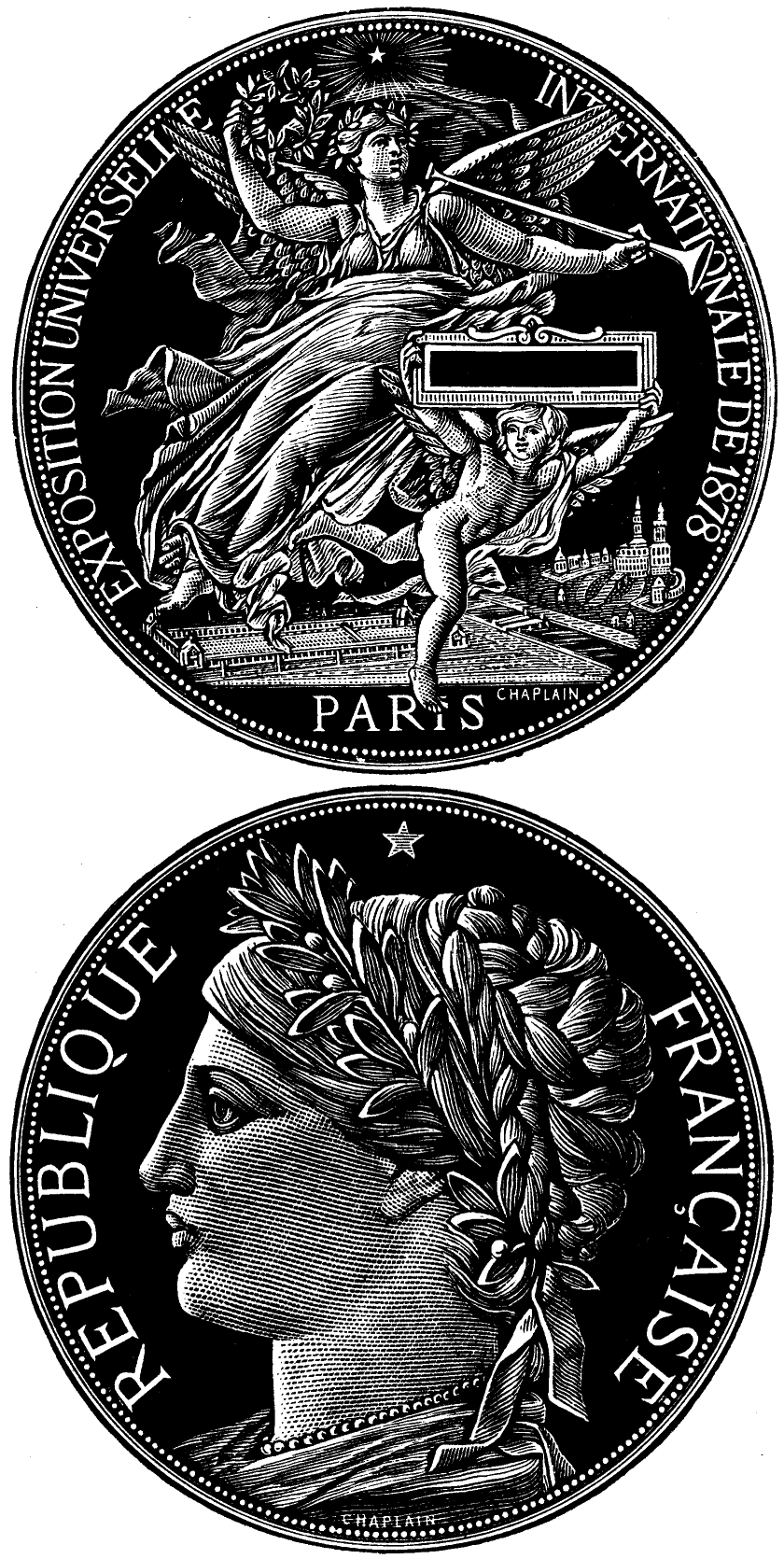
Medalha comemorativa da Expo de 1878.

A Exposição Universal de Paris de 1878 foi a terceira exposição universal que teve lugar na cidade de Paris, realizando-se de 20 de Maio a 10 de Novembro de 1878. A mostra teve como tema: Agricultura, Artes e Indústria e serviu para demonstrar a recuperação económica e a pujança industrial da França depois da crise causada pela derrota na Guerra Franco-Prussiana de 1870. A exposição estava instalada numa conjunto de construções metálicas da responsabilidade do engenheiro Henri de Dion, falecido antes do termo da obra.
Na Exposição, que contou com uma exposição individual de Jean-Antoine Injalbert, foi atribuida uma medalha a Léopold Flameng, na categoria de gravadores, e entregue a Legião de Honra a Benjamin Peugeot, construtor da máquina de costura.
Nela Émile Reynaud obteve uma mention honorable (menção honrosa) pelo seu Praxinoscópio, o mesmo sucedendo à revista ilustrada portuguesa O Ocidente.

## Estatísticas
- Países participantes: 36.
- Superfície: 76 hectares.
- Visitantes: 16 156 626.
- Custo da Exposição: 8 163 291,12 €.